# Euro et Suède
- États membres de la zone euro : 20 pays (Allemagne, Autriche, Belgique, Chypre, Croatie, Espagne, Estonie, Finlande, France, Grèce, Irlande, Italie, Lettonie, Lituanie, Luxembourg, Malte, Pays-Bas, Portugal, Slovaquie, Slovénie)
- Micro-États non membres de l'UE utilisant l'euro avec l'accord de l'UE : 4 pays (Andorre, Monaco, Saint-Marin et Vatican)
- États non membres de l'UE qui ont adopté l'euro unilatéralement : 2 pays (Kosovo et Monténégro)
- États membres de l'Union européenne (UE) qui ont rejoint le MCE II : 1 pays (Bulgarie)
- État membre de l'UE faisant partie du MCE II mais qui est exempté de l'obligation de rejoindre la zone euro (Danemark).
- États membres de l'UE qui ont l'obligation  de rejoindre la zone euro : 5 pays (Hongrie, Pologne, Roumanie, Suède et Tchéquie)

La Suède n'utilise pas l'euro comme monnaie officielle ni n'a l'intention de remplacer la couronne dans un avenir proche.
Selon le traité de Maastricht, la Suède est obligée de rejoindre la zone euro, car le traité d'adhésion de la Suède (signé en 1994) stipule que la Suède doit adopter l'euro dès qu'elle satisfera les critères requis. La Suède utilise le fait qu'elle ne fait pas partie du MCE II, et donc ne satisfait pas l'un des critères pour adopter l'euro. En choisissant ainsi de ne pas faire partie du MCE II,, la Suède bénéficie donc de facto d'un opting-out.

## Statut

Taux de change SEK/EUR depuis 1999

La Suède a rejoint l'Union européenne en 1995 et son traité d'adhésion l'oblige à rejoindre la zone euro. Toutefois, un des critères pour adopter l'euro est d'être membre du MCE II pendant deux ans minimum. La Suède a décidé de ne pas rejoindre le MCE II, et par conséquent sa monnaie n'est pas liée à l'euro. Même si le gouvernement souhaitait devenir membre du MCE II, tous les partis politiques revendiquent que l'adhésion au MCE II ne doit pas avoir lieu sans un référendum en sa faveur.
Le cours de la couronne suédoise flotte librement face aux autres monnaies, et la Banque de Suède ne fait aucun effort pour stabiliser son cours.
L'Union européenne a accepté que la Suède reste en dehors de la zone euro. Olli Rehn, le commissaire européen aux Affaires économiques et monétaires déclara que c'est aux Suédois de faire leur choix.
Malgré cela, l'euro peut être utilisé en Suède pour payer quelques biens et services à certains endroits.
En 2024, la Suède satisfait trois des cinq critères.
|                                                                     | Critères de convergence | Critères de convergence | Critères de convergence | Critères de convergence | Critères de convergence     |
|                                                                     | Inflation               | Finances publiques      | Finances publiques      | Membre du MCE II        | Taux d'intérêt à long terme |
| Déficit budgétaire annuel au PIB                                    | Inflation               | Dette publique au PIB   |                         | Membre du MCE II        | Taux d'intérêt à long terme |
| ------------------------------------------------------------------- | ----------------------- | ----------------------- | ----------------------- | ----------------------- | --------------------------- |
| Valeur de référence                                                 | max 2,8 %               | max 3 %                 | max 60 %                | min 2 ans               | max 5,1 %                   |
| Suède                                                               | 3,6 % (2024)            | 1,4 % (2024)            | 32 % (2024)             | pas encore membre       | 2,5 % (2024)                |
| Notes : 1. 2. Légende : - Critère satisfait - Critère non satisfait |                         |                         |                         |                         |                             |

## Histoire

### Premières unions monétaires en Suède (1873-1914)

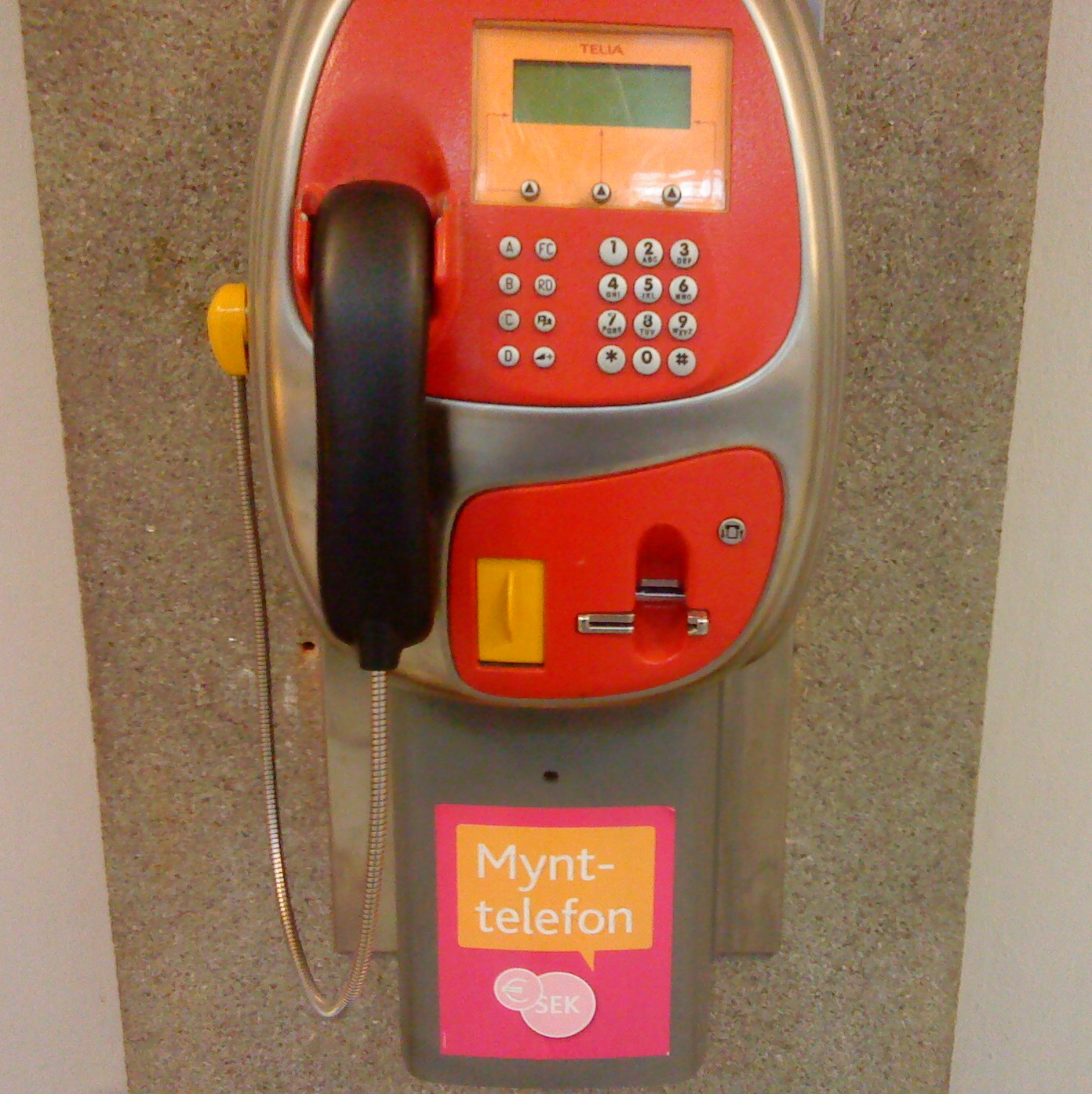
Toutes les cabines téléphoniques de TeliaSonera acceptent l'euro.

Le 5 mai 1873, le Danemark et la Suède lient leurs monnaies par rapport à l'or et forment l'Union monétaire scandinave. Avant cette date, la Suède utilisait le dollar suédois (riksdaler). En 1875, la Norvège rejoint l'union. Une valeur égale de la couronne de l'union monétaire fut alors établie pour remplacer les trois monnaies nationales : 1 couronne = 1 dollar suédois (riksdaler) = ½ dollar danois (rigsdaler) = ¼ dollar norvégien (speciedaler). La nouvelle monnaie devint commune et fut bien acceptée dans les trois pays. Cette union monétaire durera jusqu'en 1914, début de la Première Guerre mondiale, qui y mit un terme. Mais, toujours en 2012, les monnaies de chaque pays ont gardé le même nom, « couronne ».

### Adhésion à l'Union européenne
En 1995, la Suède rejoint l'UE et son traité d'adhésion est approuvé par référendum (52 % des Suédois en faveur du traité). Selon ce traité, la Suède est obligée d'adopter l'euro une fois qu'elle aura rempli les critères de convergence.

### Référendum de 2003 sur l'adhésion à la zone euro
Lors d'un référendum organisé en septembre 2003, 56,1 % de la population suédoise se déclara contre l'adoption de l'euro. Par conséquent, la Suède a décidé en 2003 de ne pas rejoindre la zone euro pour le moment. Si le « oui » avait été majoritaire, la Suède aurait adopté l'euro le 1er janvier 2006.
Dans le comté de Stockholm, la majorité de la population a voté en faveur de l'euro (54,7 % ont voté « oui », contre 43,2 % pour le « non »). Dans le comté de Scanie, le vote « oui » a également été majoritaire (49,3 % contre 48,5 % de « non »), mais en raison des votes nuls et blancs, le « oui » n'a pas pu obtenir la majorité absolue. Dans tous les autres comtés, le « non » a été majoritaire,.

## Usage de l'euro aujourd'hui en Suède

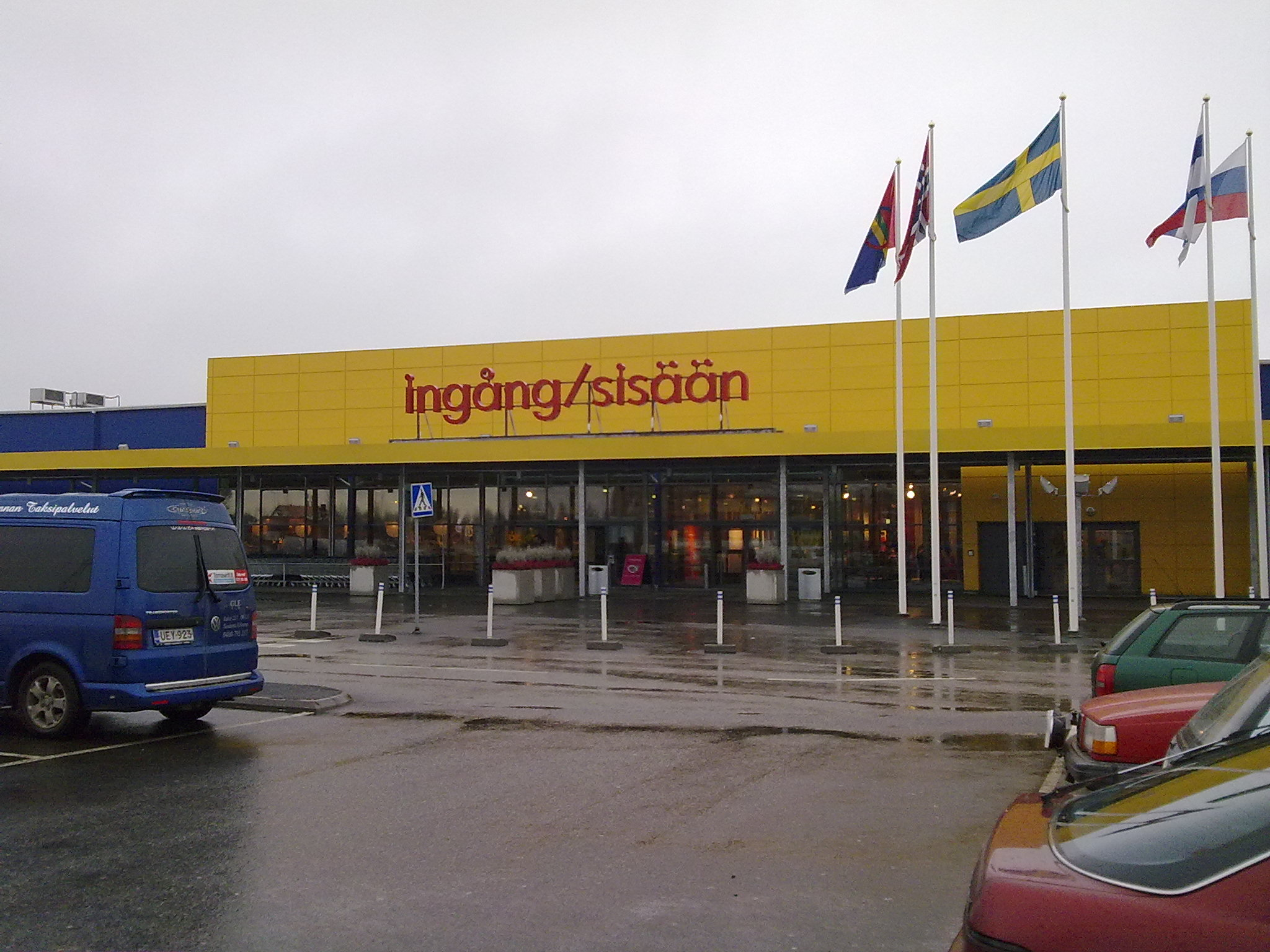
Un magasin Ikea à Haparanda, magasin principal d'un centre commercial attirant beaucoup de Finlandais.

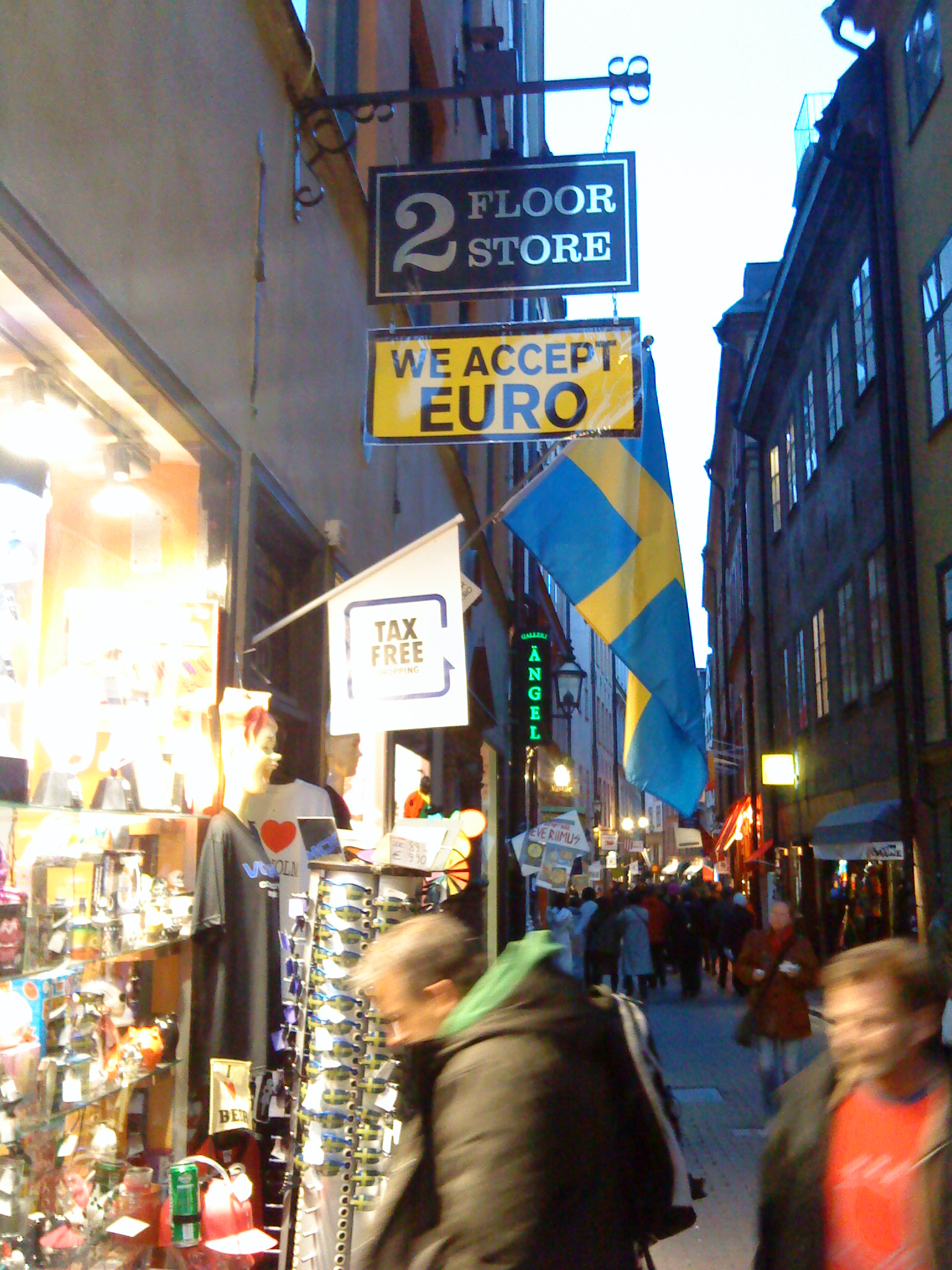
Magasin à Stockholm, dans le quartier touristique, qui accepte l'euro.

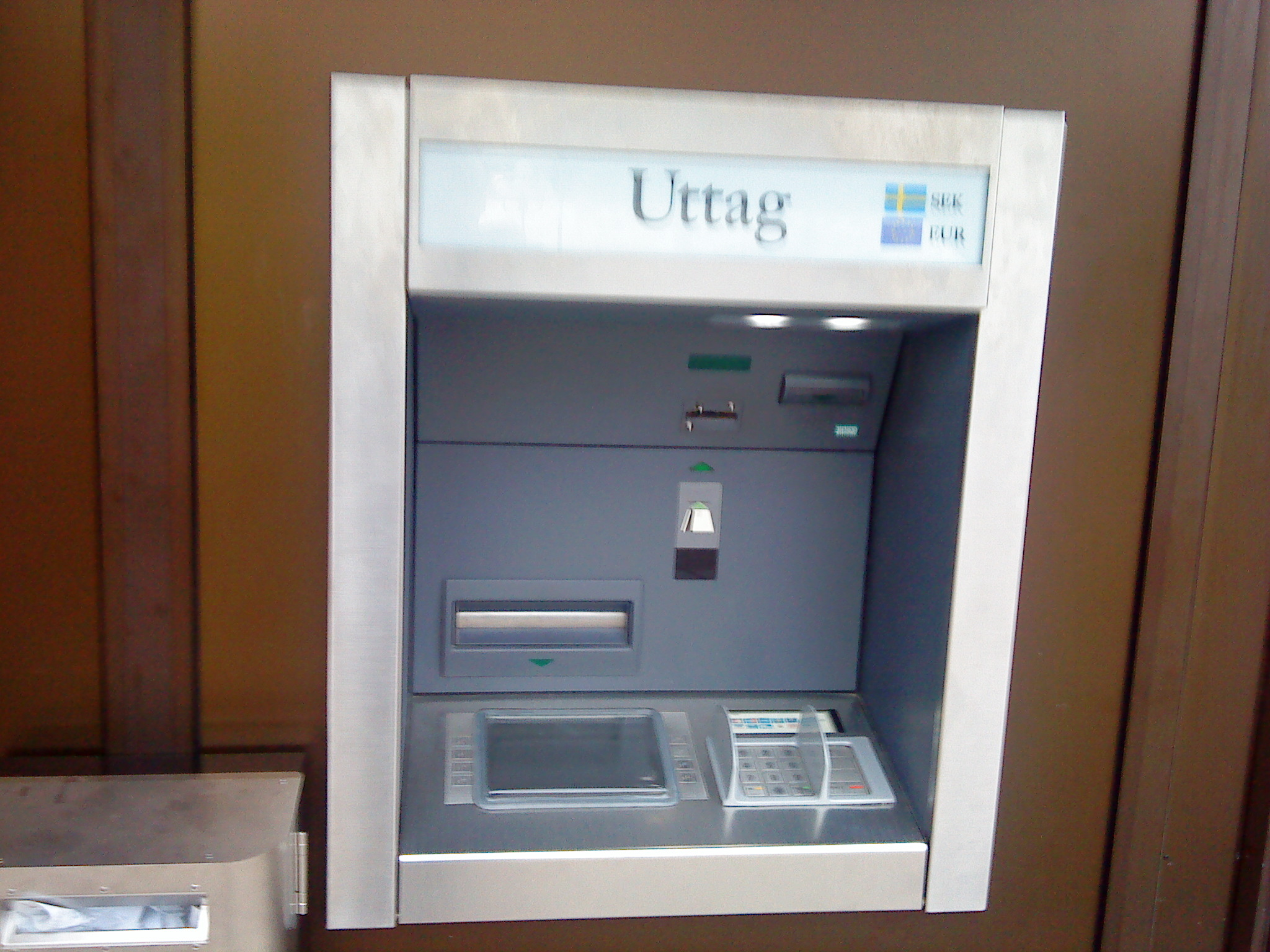
Un distributeur de billets qui délivre des billets en euro et en couronne suédoise.

Beaucoup de magasins, d'hôtels et de restaurants acceptent l'euro. Ceci est particulièrement vrai dans les villes frontalières aux pays de la zone euro. Les commerces destinés surtout aux touristes sont plus susceptibles d'accepter des monnaies étrangères (tel que l'euro) que d'autres.

### Dans différentes municipalités

#### Statut officiel de l'euro en Suède
Les questions comme le statut de la monnaie officielle et les questions juridiques sont gérées par le parlement suédois, et l'euro n'est la monnaie officielle d'aucune partie de la Suède. Néanmoins, les hommes politiques de certaines municipalités (cf. ci-dessous) ont réclamé que l'euro devienne la monnaie officielle de leur municipalité. En effet ces municipalités ont déjà signé des accords avec beaucoup de magasins, en conseillant fortement à ceux-ci d'accepter l'euro (en liquide et par carte bancaire). Cependant, cet accord n'est pas obligatoire pour les magasins et l'euro n'a aucun statut de « monnaie officielle », mais a surtout un statut commercial, plutôt que légal.

#### Haparanda
Haparanda est une des seules villes suédoises à se trouver près de la zone euro. Presque tous les magasins acceptent l'euro et affichent les prix dans les deux monnaies. Haparanda possède un centre commercial avec un magasin Ikea et d'autres grandes enseignes. 200 000 Finlandais vivent dans un rayon de 150 km autour de Haparanda.
Certaines municipalités, surtout Haparanda, voulaient adopter l'euro comme monnaie officielle légale, et, par exemple, verser les salaires aux employés finlandais en euro. Toutetois, ceci reste illégal en raison des lois qui encadrent les taxes et du code du travail.
Le budget d'Haparanda est présenté dans les deux monnaies,. Haparanda coopère beaucoup avec sa ville voisine, Tornio en Finlande.

#### Höganäs
La ville d'Höganäs a unilatéralement décidé d'adopter l'euro pour les magasins à partir du 1er janvier 2009. À partir de cette date, tous les habitants ont pu utiliser la couronne ou l'euro dans les restaurants, les magasins et même pour payer leur loyer et leurs factures. Le double affichage des prix est utilisé dans beaucoup d'endroits et également pour les distributeurs automatiques de billets, qui fournissent des billets en euro, sans frais additionnels (plus tard cette loi s'appliqua partout en Suède). Près de 60 % des magasins ont adopté ce système et les banques locales ont développé des procédures pour permettre les dépôts en euro. Toutes ces décisions ont été approuvées par la municipalité d'Höganäs. Höganäs a développé un logo spécial de l'euro pour la ville. Mais ce logo n'est pas officiel, il est juste recommandé par la municipalité. Tout ceci a été un "coup de pub" plutôt réussi en faveur de l'euro, avec une bonne couverture médiatique à travers tout le pays, et à l'étranger.

#### Helsingborg et Malmö
Quelques magasins acceptent l'euro, et l'affichage des prix en euro est présent dans certains endroits très touristiques, comme dans d'autres villes de Suède. Mais la couronne danoise, la monnaie du Danemark, est encore plus commune dans ces deux villes, du fait de leur proximité avec le Danemark.

#### Pajala et Övertorneå
Les municipalités de Pajala et d'Övertorneå ont une frontière avec la Finlande (et par conséquent, avec la zone euro). L'euro est souvent accepté dans les magasins et parfois, le prix est affiché en euro. Mais il n'y a aucune adoption officielle de l'euro de la part des municipalités. Cependant, il y a eu une proposition d'arrêté pour adopter officiellement l'euro à Pajala,. L'industrie minière a démarré il y a peu de temps à Pajala, entraînant une proche coopération avec les mines proches situées en Finlande.

#### Sollentuna
Il y a eu une proposition d'arrêté, de la part d'un parti du conseil municipal, en juin 2009 pour que la municipalité de Sollentuna adopte l'euro comme monnaie officielle parallèle en 2010,. Il est apparu que cela n'a pas eu de rebondissements médiatiques et politiques car la municipalité n'a toujours pas adopté l'euro en 2012.

#### Stockholm
Stockholm est la plus importante ville touristique de Suède, si on classe les villes par nombre de nuits passées dans la ville par les touristes. Quelques magasins destinés aux touristes acceptent l'euro, bien qu'il n'y ait aucune politique officielle qui va en ce sens de la part de la municipalité. Les services de taxis peuvent être payés en euro à Stockholm. En 2009, une proposition d'arrêté a été refusée, cet arrêté prévoyait l'introduction officielle de l'euro à Stockholm.

### Distributeurs de billets
Quelques distributeurs automatiques de billets possèdent et peuvent fournir une monnaie étrangère. La plupart du temps, la monnaie étrangère fournie est l'euro, mais quelquefois il s'agit de la livre sterling, du dollar américain, de la couronne danoise ou encore de la couronne norvégienne. Tous les distributeurs fournissant une monnaie étrangère fournissent aussi de la couronne suédoise. La plupart des distributeurs de ce genre se situent dans les villes majeures, les aéroports et les zones frontalières.

### Présence de l'euro dans la loi et le système bancaire suédois
L'euro est présent dans quelques éléments de la loi suédoise, basée sur les directives de l'UE. Par exemple, une directive européenne spécifie que toutes les transactions en euros à l'intérieur de l'UE doivent avoir les mêmes frais que les transactions en euros dans le pays concerné,. Le gouvernement suédois a alors créé un amendement qui spécifie que cette directive s'applique aussi pour les transactions en couronne suédoise. Cela signifie que l'on peut retirer de l'euro des banques suédoises à n'importe quel distributeur automatique de billets de la zone euro, sans frais. Cela signifie également que les transferts d'argent en euro et en couronne suédoise vers des comptes bancaires dans l'espace économique européen (EEE) peuvent être faits sur internet sans frais d'envoi. La banque qui reçoit l'argent peut quand même demander des frais. Aucuns frais ne peuvent cependant être demandés à l'intérieur de la zone euro. C'est différent du Danemark, où les banques sont priées de fixer le prix pour les transactions internationales en euros à l'intérieur de l'EEE, au même prix que pour les transactions intérieures danoises en euros (qui n'ont pas le même prix que les transactions intérieures danoises en couronnes danoises). Cependant, les banques suédoises décident toujours du taux de change, et sont, par conséquent, en mesure de continuer à toucher un petit pourcentage lors des paiements effectués par carte bancaire en Suède.
Il est également maintenant possible pour les sociétés anonymes (sociétés étant partagées en actions) d'avoir leurs comptes et leurs capitaux en euros,.

## Projets pour l'euro en Suède
La plupart des partis politiques suédois influents, dont la coalition gouvernante l'Alliance pour la Suède (excepté le Parti du centre) qui a gagné les élections de 2006, et l'ancien parti au pouvoir, le Parti social-démocrate suédois des travailleurs, sont en faveur de l'adoption de l'euro.
Le Parti social-démocrate déclara cependant en août 2011 que la Suède n'adopterait pas l'euro dans un futur proche, pas avant plusieurs décennies.

### Effet du référendum danois
Le quotidien Sydsvenska Dagbladet écrit le 26 novembre 2007 (quelques jours après que l'ancien Ministre d’État danois, Anders Fogh Rasmussen, annonça son projet d'organiser un nouveau référendum pour abolir les opting-out du Danemark, dont celui sur l'euro) que le débat d'un nouveau référendum sur l'euro aboutirait au résultat final des élections législatives suédoises de 2010.
L'homme politique suédois Olle Schmidt déclara dans une interview avec des journalistes du Parlement européen, lorsque ces derniers lui ont demandé quand la Suède aura de bonnes raisons pour rejoindre la zone euro : « quand les pays baltes auront adopté l'euro, la mer Baltique sera entourée par l'euro. L'opposition à l'euro va alors diminuer. J'espère un référendum en Suède vers 2010 ».
La leader du parti social-démocrate, Mona Sahlin, a quant à elle déclaré qu'aucun référendum ne sera organisé durant la période 2010-2013 car le référendum de 2003 compte toujours.

### Élections européennes de 2009

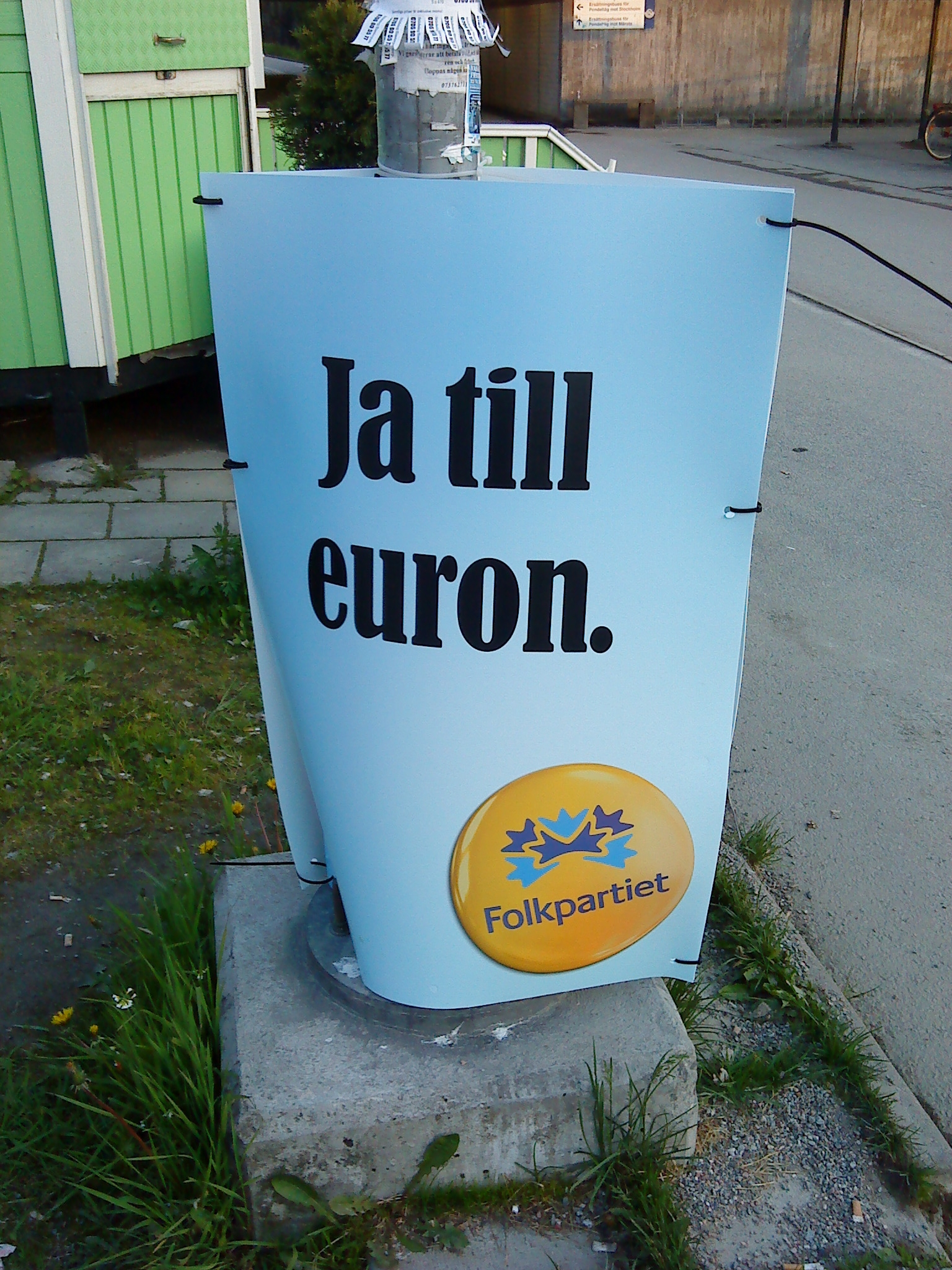
Slogan « Ja till euron ». Oui à l'euro. Durant la campagne pour les élections européennes de 2009 en Suède.

Durant la campagne pour les élections européennes de 2009, le Parti du peuple - Les Libéraux et les Chrétiens-démocrates se prononcèrent pour l'organisation d'un nouveau référendum sur l'adoption de l'euro. Cependant, les Modérés et le Parti du centre pensèrent que le moment était mal choisi.

### Nouvelles pièces et billets
La banque de Suède a établi que la Suède doit changer et élargir la gamme de ses billets et de ses pièces, dont de nouvelles faces, et peut-être, de nouveaux côtés piles, présentant des Suédois connus. La banque de Suède a aussi indiqué l'utilité de la création d'un nouveau billet de 200 couronnes et d'une nouvelle pièce de 2 couronnes.

## Étude économique
Une étude économique récente démontre que l'entrée de la Suède dans la zone euro aura probablement des effets positifs. Les études de l'évolution des marchés monétaires suédois montrent qu'ils suivent de très près les taux de l'euro, même durant la crise économique. Cela prouve que la Suède ne perdra pas beaucoup d'indépendance dans sa politique monétaire, comme la banque centrale de Suède suit déjà de près les taux fixés par la Banque centrale européenne. En adoptant l'euro, la Suède troquera cette indépendance contre une influence sur la politique monétaire européenne grâce au siège qu'elle obtiendra au conseil de direction de la BCE.
Globalement, les études concluent que « rester en dehors de la zone euro implique des bénéfices perdus pour la Suède, une petite puissance économique avec un secteur financier non négligeable à l'étranger. Des bénéfices dont elle jouirait si elle adoptait l'euro, une monnaie internationale ».

## Sondages d'opinion
Depuis l'élection de 2006, les sondages négatifs envers l'euro ont poussé le Premier ministre à déclarer que l'organisation d'un nouveau référendum paraissait improbable, à moins que les sondages ne redeviennent positifs – il a aussi indiqué que lorsque plus d'États voisins utiliseront l'euro, le fait que la Suède ne l'utilise pas sera plus visible.
Par conséquent, au contraire d'autres membres de l'UE qui ne font pas partie de la zone euro, la Suède n'a pas fixé de calendrier pour l'adoption.

### Résultats
Des sondages d'opinion sur le fait que la Suède devrait abandonner la couronne au profit de l'euro sont régulièrement publiés. Ils sont le plus souvent menés par l'agence de statistiques de l’État, la Statistiska centralbyrån. Les résultats sont toujours publiés dans la presse ou sur internet.
| Date de réalisation | Date de publication | Oui    | Non    | Sans opinion | Nombre de personnes interrogées | Institut de sondage |
| ------------------- | ------------------- | ------ | ------ | ------------ | ------------------------------- | ------------------- |
| mai 2004            | 18 juin 2004        | 37,8 % | 50,9 % | 11,3 %       | 7 046                           | SCB,                |
| novembre 2004       | 15 décembre 2004    | 37,3 % | 48,6 % | 14,3 %       | 6 919                           | SCB,                |
| mai 2005            | 21 juin 2005        | 39,4 % | 46,4 % | 14,2 %       | 6 985                           | SCB,                |
| novembre 2005       | 20 décembre 2005    | 36,1 % | 49,4 % | 14,5 %       | 6 980                           | SCB,                |
| mai 2006            | 20 juin 2006        | 38,1 % | 48,7 % | 13,2 %       | 6 870                           | SCB,                |
| novembre 2006       | 19 décembre 2006    | 34,7 % | 51,5 % | 13,8 %       | 7 012                           | SCB,                |
| Inconnu             | 24 mars 2007        | 37 %   | 60 %   | 3 %          | Inconnu                         | Skop                |
| mai 2007            | 19 juin 2007        | 33,3 % | 53,8 % | 13 %         | 6 932                           | SCB,                |
| novembre 2007       | 18 décembre 2007    | 35,0 % | 50,8 % | 14,2 %       | 6 922                           | SCB,                |
| mai 2008            | 17 juin 2008        | 34,6 % | 51,7 % | 13,7 %       | 6 817                           | SCB,                |
| novembre 2008       | 16 décembre 2008    | 37,5 % | 47,5 % | 15 %         | 6 687                           | SCB,                |
| Inconnu             | décembre 2008       | 44 %   | 48 %   | 7 %          |                                 | SCB                 |
| Inconnu             | 1er mars 2009       | 45 %   | 51 %   | 4 %          | Inconnu                         | Skop                |
| Inconnu             | 19 avril 2009       | 47 %   | 45 %   | 8 %          | Inconnu                         | Sifo                |
| Inconnu             | 12 mai 2009         | 51 %   | 49 %   | 0 %          | 1 000                           | Novus Opinion       |
| Inconnu             | 25 mai 2009         | 47 %   | 44 %   | 9 %          | 1 000                           | Novus Opinion       |
| mai 2009            | 23 juin 2009        | 42,1 % | 42,9 % | 15,1 %       | 6 506                           | SCB,                |
| novembre 2009       | 15 décembre 2009    | 43,8 % | 42,0 % | 14,2 %       | 6 398                           | SCB,                |
| Inconnu             | 9 avril 2010        | 37 %   | 55 %   | 8 %          | 1 004                           | Demoskop            |
| mai 2010            | 15 juin 2010        | 27,8 % | 60 %   | 12,2 %       | 6 135                           | SCB,                |
| novembre 2010       | 14 décembre 2010    | 28,9 % | 58,2 % | 12,9 %       | 6 192                           | SCB,                |
| mai 2011            | 15 juin 2011        | 24,1 % | 63,7 % | 12,2 %       | 6 147                           | SCB,                |
| novembre 2011       | 13 décembre 2011    | 11,2 % | 80,4 % | 8,4 %        | 5 907                           | SCB                 |
| mai 2012            | 11 juin 2012        | 13,6 % | 77,7 % | 8,7 %        | 5 473                           | SCB                 |
| novembre 2012       | 12 décembre 2012    | 9,6 %  | 82,3 % | 8,0 %        | 5 479                           | SCB                 |
| mai 2013            | 11 juin 2013        | 10,9 % | 81,4 % | 7,7 %        | 5 098                           | SCB                 |
| novembre 2013       | 11 décembre 2013    | 12,6 % | 78,3 % | 9,2 %        | 5 267                           | SCB                 |
| mai 2014            | 10 juin 2014        | 13,1 % | 77,4 % | 9,6 %        | 4 757                           | SCB                 |
| 1.                  |                     |        |        |              |                                 |                     |

## Pièces en euro suédoises
Il n'y a pour le moment, aucun dessin prévu pour les pièces en euro suédoises. Cependant, il a été dit dans les médias que, quand la Suède a changé le dessin de ses pièces de 1 couronne, c'était en préparation de l'euro. Un nouveau portrait du roi fut introduit. La pièce de 10 couronnes avait déjà un portrait similaire. C'est en fait un processus, admis par la banque de Suède, pour faciliter l'entrée de l'euro. En effet, le changement de monnaie se ferait plus vite, car le portrait de Charles XVI Gustave est déjà présent sur les pièces de 1 et 10 couronnes, portrait qui sera probablement utilisé pour les faces nationales des pièces de 1 et 2 euros.
Seule la banque nationale peut fabriquer des pièces valables, selon la loi suédoise. Quelques entreprises privées de collection de Monnaie ont déjà produit des pièces en euro suédoises, en revendiquant que ce sont des copies des pièces « tests » produites par la banque de Suède. Cependant, les pièces en euro suédoises ne seront pas dessinées avant d'avoir fixé un calendrier pour l'adoption.

## Sources
- (en) Cet article est partiellement ou en totalité issu de l’article de Wikipédia en anglais intitulé « Sweden and the euro » (voir la liste des auteurs).

#### Législation
- Traité d'adhésion du Royaume de Norvège, de la République d'Autriche, de la République de Finlande et du Royaume de Suède, Corfou, 24 juin 1994 (lire en ligne)
- Directive  97/5/CE du Parlement européen et du Conseil concernant les virements transfrontaliers, 31997L0005, adoptée le 27 janvier 1997, JO du 14 février 1997, p. 25-30, abrogée le 31 octobre 2008 par 32007L0064 [consulter en ligne, notice bibliographique]
- Règlement  924/2009 du Parlement européen et du Conseil concernant les paiements transfrontaliers dans la Communauté et abrogeant le règlement (CE) n° 2560/2001 (Texte présentant de l'intérêt pour l'EEE), 32009R0924, adopté le 16 septembre 2010, JO du 9 octobre 2009, p. 11-18  [consulter en ligne, notice bibliographique]
- (sv) « Lag (2000:46) om omräkningsförfarande vid beskattningen för företag som har sin redovisning i euro, m.m. », sur Sveriges riksdag, 10 février 2010
- (sv) « Lag (2002:598) om avgifter för vissa gränsöverskridande betalningar », sur Sveriges riksdag, 13 juin 2002
- (sv) « Lag (1999:268) om betalningsöverföringar inom Europeiska ekonomiska samarbetsområdet », sur Sveriges riksdag, 12 mai 1999

#### Sondages
- (sv) « EMU-/eurosympatier 1997-2010 », sur Statistiska centralbyrån, 1997-2010 (consulté le 1er février 2011)
- (sv) « EU- och euro-sympatier i maj 2005 », sur Statistiska centralbyrån, 21 juin 2005 (consulté le 1er février 2011)
- (sv) « EU- och Euro-sympatier i maj 2004 », sur Statistiska centralbyrån, 18 juin 2004 (consulté le 1er février 2011)
- (sv) « EU- och euro-sympatier i november 2004 », sur Statistiska centralbyrån, 15 décembre 2004 (consulté le 1er février 2011)
- (sv) « EU- och euro-sympatier i november 2005 », sur Statistiska centralbyrån, 20 décembre 2005 (consulté le 1er février 2011)
- (sv) « EU- och euro-sympatier i maj 2006 », sur Statistiska centralbyrån, 20 juin 2006 (consulté le 1er février 2011)
- (sv) « EU- och euro-sympatier i november 2006 », sur Statistiska centralbyrån, 19 décembre 2006 (consulté le 1er février 2011)
- (sv) « Sondage », sur le site de l'institut de sondage Skop
- (sv) « EU- och euro-sympatier i maj 2007: Nej till euron vid folkomröstning i maj », sur Statistiska centralbyrån, 19 juin 2007 (consulté le 1er février 2011)
- (sv) « EU- och euro-sympatier i november 2007: Minskat motstånd till euron », sur Statistiska centralbyrån, 18 décembre 2007 (consulté le 1er février 2011)
- (sv) « EU- och eurosympatier i maj 2008: Fortsatt motstånd till euron », sur Statistiska centralbyrån, 17 juin 2008 (consulté le 1er février 2011)
- (sv) « EU- och eurosympatier i november 2008: Minskat motstånd till euron », sur Statistiska centralbyrån, 16 décembre 2008 (consulté le 1er février 2011)
- (sv) « EU- och eurosympatier i maj 2009: Ökat stöd för euron », sur Statistiska centralbyrån, 23 juin 2009 (consulté le 1er février 2011)
- (sv) « EU- och eurosympatier i november 2009: Stödet för euron ökar », sur Statistiska centralbyrån, 15 décembre 2009 (consulté le 1er février 2011)
- (sv) « EU- och eurosympatier i maj 2010: Klart minskat stöd för euron », sur Statistiska centralbyrån, 15 juin 2010 (consulté le 1er février 2011)
- (sv) « EU- och Eurosympatier, november 2010: Fortsatt svagt stöd för euron », sur Statistiska centralbyrån, 14 décembre 2010 (consulté le 1er février 2011)
- (sv) « EU- och eurosympatier i maj 2011: Klart minskat stöd för euron », sur Statistiska centralbyrån, 15 juin 2011 (consulté le 7 août 2011)
- (sv) « EU- och eurosympatier i november 2011: Kraftigt minskat stöd för euron », sur Statistiska centralbyrån, 23 décembre 2011 (consulté le 23 décembre 2011)
- (sv) « EU- och eurosympatier i maj 2012: Något ökat stöd för euron », sur Statistiska centralbyrån, 11 juin 2012 (consulté le 29 janvier 2013)
- (sv) « EU- och eurosympatier i november 2012: Rekordlågt stöd för euron », sur Statistiska centralbyrån, 12 décembre 2012 (consulté le 29 janvier 2013)
- (en) « Swedish support for joining eurozone swells as krona shrivel », sur The Euro Information Website
- (sv) « Rekordhögt motstånd mot euron », sur svt.se, 9 avril 2010
- (sv) Henrik Brors, « Majoritet vill införa euron », dn.se,‎ 25 mai 2009 (lire en ligne)
- (sv) « Majoritet vill ha ny euroomröstning », Expressen,‎ 19 mai 2009 (lire en ligne)
- (en) « More Swedes support joining euro zone: latest poll », sur Xinhua, 19 avril 2009
- (sv) « Uppåt för S och M i EU-mätning », sur dn.se, 1er mars 2009

## Compléments

### Lectures approfondies
- Salvador Garriga Polledo, « Campagne d'information de l'Union européenne pour l'introduction de l'euro au Royaume-Uni, en Suède et au Danemark », sur EUR-Lex, 3 juin 2002